# نوادو دل روئیس
نوادو دل روئیس (به اسپانیایی: Nevado del Ruiz) آتشفشانی چینه‌ای به ارتفاع ۵٬۳۲۱ متر واقع در کوه‌های مرکزی رشته‌کوه‌های آند در میانهٔ غربی کشور کلمبیا در آمریکای جنوبی است. قلهٔ این آتشفشان پوشیده از برف و یخ است که در صورت فوران آتشفشان ذوب شده و سیل ویرانگری از گل و خاکستر را به‌وجود می‌آورد. مرگبارترین فوران این آتشفشان در ۱۳ نوامبر ۱۹۸۵ روی داد که بیش از ۲۳٬۰۰۰ نفر از سکنهٔ ۲۷٬۰۰۰ نفری دهکدهٔ آرمرو در نتیجهٔ جریان لاهار (گل‌روانه) ناشی از ذوب یخچال‌های آتشفشان کشته شدند.

## مشخصات
آتشفشان نوادو دل روئیس آتشفشانی گسترده و پوشیده از یخچال در مرکز کلمبیا است که منطقه‌ای به مساحت بیش از ۲۰۰ کیلومتر مربع را در بر می‌گیرد. قلهٔ بلند این آتشفشان که شمالی‌ترین و در عین حال بلندترین آتشفشان کلمبیا نیز محسوب می‌شود با وجود قرار گرفتن در فاصلهٔ تقریباً ۵۰۰ کیلومتری از خط استوا، از ۲۵ کیلومتر مربع برف و یخ پوشیده شده‌است. نوادو نیز واژه‌ای به معنای پوشیده از برف است. همین امر سبب شده تا به هنگام فوران‌های آتشفشان که منجر به ذوب یخ و برف‌های اطراف قلهٔ آن می‌شود، سیل خروشانی از گل‌روانه‌های نابودگر جاری شود. این آتشفشان همچنین در فاصلهٔ ۱۳۰ کیلومتری از شهر بوگوتا، پایتخت، قرار دارد.
سه پایهٔ اصلی آتشفشان نوادو دل روئیس متشکل از گدازههای داسیتی و آندزیتی و جریان‌های آذرآواری آندزیتی از آغاز دوران پلیستوسن شروع به شکل‌گیری نموده‌اند. مخروط جدید آتشفشان که از گروه وسیعی از گنبدهای گدازه تشکیل شده است در درون قلهٔ کالدرای آتشفشان قدیمی‌تر روئیس ساخته شده است. دهانهٔ آتشفشان با قطر ۱ کیلومتر و عمق ۲۴۰ متر آرناس نام دارد و در قلهٔ نوادو دل روئیس واقع شده است.

## تاریخچهٔ فوران‌های آتشفشان
تاریخچهٔ فوران‌های آتشفشان نوادو دل روئیس به سدهٔ شانزدهم میلادی باز می‌گردد  و گرچه فوران‌های این آتشفشان همیشگی نیست، شواهد زمین‌شناسی نشان از فورانی عظیم در سال ۱۵۹۵ دارد که منجر به آسیب و ویرانی منطقه گسترده‌ای از شمال کلمبیای مرکزی تا کرانه‌های جنوبی پاناما شد. همچنین فوران دیگری در سال ۱۸۴۵ منجر به وقوع سیل و لغزش‌های گلی شد که در نتیجهٔ آن ۱۰۰۰ نفر جان باختند.
اما مرگبارترین فوران آتشفشان نوادو دل روئیس در تاریخ آمریکای جنوبی در ۱۳ نوامبر ۱۹۸۵ رقم خورد. پیش از فوران کوه ماگماهایی شدیداً ویسکوزیتی در گردنهٔ آتشفشان ساخته شدند. وقوع دو انفجار در شمال شرقی کوه منجر به پرتاب ماگمای داغ به بیرون و ذوب یخ و برف‌های واقع در قلهٔ کوه شد که در نتیجهٔ آن، مخلوطی شتابان از گل، خاکستر و آب از دامنهٔ شرقی کوه به پایین سرازیر و وارد کانال‌های رودخانه‌های آزوفرادو و لاگونیا گردید. در فاصلهٔ ۴۸ کیلومتری از آتشفشان و بر کرانه‌های رود لاگونیا، دهکدهٔ آرمرو قرار داشت که در نتیجهٔ سیل گلی رودخانه تقریباً به طور کامل مدفون شد و بنا بر تخمین جمعیتی برابر با ۲۵٬۰۰۰ نفر در این واقعه کشته شدند. گل‌ها آتشفشانی همچنین منجر به طغیان رود گوالی شدند و وقوع لغزش گلی دیگری در غرب کوه باعث کشته‌شدن ۱۰۰۰ نفر از اهالی شهرک چینچینا واقع بر کرانه‌های رود کلارو شد.
نوادو دل روئیس آخرین بار در سال ۱۹۹۱ فوران کرد.